# Kiyonao Ichiki
Kiyonao Ichiki (一木 清直, Ichiki Kiyonao, 16 de outubro de 1892 – 21 de agosto de 1942) foi um oficial do Exército Imperial Japonês que serviu durante a Segunda Guerra Mundial. Ichiki comandou o 28º Regimento de Infantaria durante a Batalha do Tenaru. Seu regimento de 917 soldados foi destruído na batalha e apenas 128 soldados sobreviveram. Relatos divergem a respeito de como Ichiki morreu, se ele foi abatido em combate ou se cometeu o suicídio ritual (seppuku).